# Xyris calderonii
Xyris calderonii là một loài thực vật hạt kín trong họ Hoàng đầu. Loài này được Kral, L.B.Sm. & Wand. miêu tả khoa học đầu tiên năm 1987 publ. 1988.